# Tarpeii-szikla
A Tarpeii-szikla egy kiemelkedés Rómában, a Capitoliumon. A mai Via di Monte Caprino és Via del Tiempo területén található. 
A nevet (latinul Rupes Tarpeia, olaszul Rupe Tarpea) Tarpeia, Spurius Tarpeius leánya után kapta. A katona a Capitolium védője volt a szabinok elleni háborúban. A szabinok az ő leányát, Tarpeiát kívánták megvesztegetni, hogy feljuthassanak a Capitolium dombjára. Lívius írása utal arra, hogy az árulásért a szabinok azt ígérték a leánynak, amit „bal karjukon hordtak”. A szabin harcosok szokása volt nehéz arany ékszereket viselni karjukon. Ám az ékszerek helyett pajzsaikkal fizettek, és halálra zúzták vele a leányt.
Ezt követően a rómaiak erről a szikláról lökték le az árulókat és más elítélteket. Mivel ma is veszélyes terület, ezért a felújítások idejére elkerítették a látogatók elől.